# Emilia Șercan
Emilia Șercan (n. 2 august 1977, Vatra Dornei, Suceava, România) este o jurnalistă română de investigație, cunoscută pentru dezvăluirea plagiatelor tezelor de doctorat ale unor politicieni români de rang înalt, printre care a vicepremierului Gabriel Oprea și a fostului prim ministru Nicolae Ciucă. De asemenea, a coordonat sute de alte investigații jurnalistice, cum ar fi cazul Mătușa Tamara, în urma căruia prim-ministrul Adrian Năstase a fost judecat pentru dare de mită, cazul băieților deștepți din energie și cazurile afacerilor cu statul român ale lui Sorin Ovidiu Vântu, Dan Ioan Popescu și Puiu Popoviciu.
Emilia Șercan este autoarea a două volume despre proliferarea fenomenului plagiatelor în România după 1989: Fabrica de doctorate sau cum se surpă fundamentele unei nații (2017) și Cazul Ponta. Reconstituirea celui mai infam plagiat din istoria României (2022).  A lucrat pentru ziarele Curierul Național, Evenimentul zilei și în grupul de presă Realitatea-Cațavencu. Deține, de asemenea, funcția de lector la Facultatea de Jurnalism și Științele Comunicării a Universității din București.
În aprilie 2022 Emilia Șercan a fost victima unei operațiuni de kompromat.

## Biografie

### Studii
Emilia Șercan a absolvit în 2003 Facultatea de Științe ale Comunicării și Jurnalism  de la Universitatea „Lucian Blaga” din Sibiu. În 2004 Șercan a beneficiat de o bursă Freedom House în SUA. În 2010 a obținut diploma de Master de la Facultatea de Sociologie și Asistență Socială de la Universitatea București. În următorii 3 ani a urmat studiile doctorale în Științele Comunicării la Universitatea din București. În teza de doctorat susținută în 2013, care a obținut calificativul excelent, Șercan a abordat tema cenzurii. Pornind de la cercetarea doctorală a publicat la Editura Polirom cartea cu titlul „Cultul secretului. Mecanismele cenzurii în presa comunistă” (cu o prefață de Mihai Coman).
În perioada studiilor doctorale Șercan a beneﬁciat de o bursă doctorală la Universitatea Stendhal Grenoble III⁠(en)[traduceți]. 

### Jurnalism
Șercan a avut stagii de pregătire profesională la cotidianul The Hartford Courant⁠(en)[traduceți] in Connecticut, și la The Poynter Institute for Media Studies⁠(en)[traduceți] din St. Petersburg, Florida.
A început să lucreze în presa locală în 1996, iar din 2000 activează în presa centrală. Din 2015 investigațiile ei sunt publicate de PressOne. În 2016 a avut o bursă de la Departamentul de Stat al SUA  la Universitatea Ohio⁠(en)[traduceți], E.W. Scripps College of Communication⁠(en)[traduceți].
A semnat peste 4000 de investigații, interviuri despe subiecte de interes public. După 2016 Șercan se ocupă aproape exclusiv de tema plagiatelor în tezele de doctorat, publicând investigații despre mai multe persoane publice sau politice. De-a lungul anilor s-a ocupat de investigații care au analizat pentru suspiciuni de plagiat tezele de doctorat ale mai multor personalități politice și ofițeri superiori. Printre aceștia generalul MApN Gabriel Oprea, generalul SRI Dumitru Dumbravă, generalul de poliție Petre Tobă, Laura Codruța Kövesi, Nicolae Ciucă, Lucian Bode.
Emilia Șercan a declarat că se simte amenințată după dezvăluirile făcute despre omisiunile și greșelile din teza de doctorat Laurei Codruța Kovesi.

## Publicații

### Cărți
- 2015 - Cultul secretului. Mecanismele cenzurii în presa comunistă, Editura Polirom, ISBN: 978-973-46-5216-7
- 2017 - Fabrica de doctorate sau Cum se surpă fundamentele unei nații, Editura Humanitas, ISBN: 978-973-50-5776-3
- 2022 - Cazul Ponta. Reconstituirea celui mai infam plagiat din istoria României, Editura Humanitas, ISBN: 978-973-50-7412-8

### În volume colective
- 2012 - „Începuturile presei comuniste în România. Modelul de ziar, de la L’Humanité la Pravda”, în volumul Mass-media între document și interpretare. Studii și cercetări de istorie a presei, coordonat de Silvia Grossu, Chișinău, Editura Centrul Editorial Poligrafic USM, (p. 246 – 255), ISBN: 978-9975-71-237-8.
- 2012 - Caietul de dispoziții – „Biblia” Cenzurii comuniste în volumul Cenzura în România, coordonat de Ilie Rad, Cluj-Napoca, Editura Tribuna, (p. 331 – 348), ISBN: 979-973-1878-27-0
- 2013 - “The influence of the State-Party on the role of the press in Socialist Romania” în  Media’s role in the Communist Era, coordonator Savas Cobain, Amani International  Publishers, Kiel, Germania
- 2014 - Contribuție la elaborarea unor termeni de specialitate publicați în Dicționar enciclopedic de comunicare și termeni asociați, coordonator Marian Petcu, C.H. Beck, București ISBN: 978-606-18-0362-0

## Premii și distincții
- 2016 Premiul pentru jurnalism „Ion Rațiu”[4]
- 2016 Premiul pentru Libertate de exprimare, Active Watch[28]
- 2016 Premiul „Nicolae Iorga” al Societății Române de Științe Istorice[29]
- 2019 Premiul European Network for Academic Integrity pentru integritate academică[30]
- 2020 Recunoaștere cu ocazie Zilei anticorupție, Ambasada SUA[31]
- 2020 Premiul Grupului pentru Dialog Social[32]